# الأرض المحروقة (فلم)
الأرض المحروقة (بالإنجليزية: Scorched Earth) هو فيلم خيال علمي أمريكي-كندي من إخراج بيتر هاويت سنة 2018، وبطولة جينا كارانو.

## القصة
(أتيكوس جيدج) صائدة مكافآت محترفة، تقوم بملاحقة المجرمين بعد دمار مروّع أحلّ بكوكب الأرض.

## روابط خارجية
مقالات تستعمل روابط فنية بلا صلة مع ويكي بيانات